# پاکبوش
پاکبوش (به آلمانی: Packebusch) یک منطقهٔ مسکونی در آلمان است که در کالبه (میلده) واقع شده‌است. پاکبوش ۳۹۵ نفر جمعیت دارد.